# 2 Alivë
«2 Alivë» es el segundo álbum de estudio del rapero estadounidense Yeat. Fue lanzado el 18 de febrero de 2022 por Geffen Records, Interscope Records, Field Trip Recordings, Listen To The Kids y Twizzy Rich. El álbum incluye apariciones especiales de Young Thug, Gunna, Yung Kayo, Ken Carson y SeptiembresRich. 
La edición de deluxe, titulada 2 Alivë (Geëk Pack), se lanzó el 1 de abril de 2022, con apariciones especiales adicionales de Lil Uzi Vert y Lancey Foux.

## Lanzamiento
Yeat anunció inicialmente una fecha de lanzamiento para enero de 2022, pero la retrasó para esperar una función adicional. El 16 de marzo, Yeat anunció una gira de apoyo al álbum, que incluía fechas del 8 de abril al 9 de mayo.

## Desempeño comercial
2 Alivë vendió 35.000 unidades equivalentes a álbumes en la primera semana, debutando en el número 6 de la lista Billboard 200 de EE. UU. Es el primer álbum de Yeat entre los diez primeros en EE.UU.

## Recepción de la crítica
En una reseña positiva, David Aaron Brake de HipHopDX escribió que «aunque no se expandió más allá de los sonidos de su trabajo anterior, el último trabajo de Yeat es una clase magistral de precisión y conocimiento de lo que el público anhela. Un rap excelente no siempre tiene por qué ser grandioso en alcance: 2 Alivë demuestra que el éxito puede llegar con la misma facilidad haciendo zoom.»
En una reseña mixta, Alphonse Pierre de Pitchfork escribió que «el rapero de Portland, de 21 años, no está haciendo nada tan nuevo, pero tiene un enfoque refrescante centrado en el álbum, que se escucha mejor como una transmisión continua, perdiéndose en la locura ruidosa».
La reseña de AllMusic, David Crone sintió que la lista de canciones de 20 canciones del álbum está «innegablemente hinchada, acolchada con material bastante unidimensional».

## Listado de canciones
| 2 Alivë |                                    |                  |          |  |
| N.º     | Título                             | Productor(es)    | Duración |  |
| 1.      | «Poppin»                           | BenjiCold        | 2:47     |  |
| 2.      | «Outside» (featuring Young Thug)   | Supah Mario      | 3:51     |  |
| 3.      | «Real Six»                         | Dulio            | 3:29     |  |
| 4.      | «Nvr Again»                        | Trgc             | 2:46     |  |
| 5.      | «Luh Geek»                         | GeoGotBands      | 2:56     |  |
| 6.      | «Rackz Got Me» (featuring Gunna)   | Trgc             | 3:01     |  |
| 7.      | «Double»                           | Synthetic        | 2:50     |  |
| 8.      | «On tha Line»                      | Hue              | 2:35     |  |
| 9.      | «Jus Better»                       | Dream Awake      | 3:08     |  |
| 10.     | «Jump»                             | Synthetic        | 3:12     |  |
| 11.     | «Dnt Lie»                          | Earl on the Beat | 3:32     |  |
| 12.     | «Rollin»                           | Dulio            | 3:36     |  |
| 13.     | «Taliban»                          | BenjiCold        | 2:58     |  |
| 14.     | «Narcoticz» (featuring Yung Kayo)  | Synthetic        | 3:50     |  |
| 15.     | «Call Me»                          | Rision           | 3:40     |  |
| 16.     | «Kant Die»                         | Trgc             | 2:41     |  |
| 17.     | «Geek High» (featuring Ken Carson) | Flansie          | 2:33     |  |
| 18.     | «Luh M» (featuring SeptembersRich) | Darkboy          | 3:30     |  |
| 19.     | «Smooktober»                       | F1lthy           | 2:55     |  |
| 20.     | «Still Countin»                    | Rision           | 2:50     |  |

| Geëk Pack (edición deluxe) |                                      |                  |          |  |
| N.º                        | Título                               | Productor(es)    | Duración |  |
| 21.                        | «Big Tonka» (featuring Lil Uzi Vert) | Brandon Finessin | 3:28     |  |
| 22.                        | «Kant Relax»                         | Flansie          | 2:40     |  |
| 23.                        | «No Comment»                         | Dulio            | 2:31     |  |
| 24.                        | «3G» (featuring Lil Uzi Vert)        | Akachi           | 2:51     |  |
| 25.                        | «New Turban»                         | Bugz Ronin       | 2:48     |  |
| 26.                        | «Hater»                              | Jonah Abraham    | 2:33     |  |
| 27.                        | «Way Back»                           | Bugz Ronin       | 3:14     |  |
| 28.                        | «Luv Money» (featuring Lancey Foux)  | Bugz Ronin       | 3:34     |  |
| 29.                        | «Dub»                                | GeoGotBands      | 2:34     |  |

Notas
- Cualquier título de canción que contenga la letra 'e' se sustituye por 'ë'. Por ejemplo, "Rackz Got Me" se estiliza como "Rackz Got Më". Si una canción contiene dos o más 'e', entonces la primera solo se reemplaza.

significa un coproductor no acreditado

## Personal
- Joe LaPorta – masterización
- Noah Smith – mezcla, grabación

## Gráficos

### Gráficos semanales
| Gráfico (2022)                        | lista posición |
| ------------------------------------- | -------------- |
| Bélgica (Ultratop flamenca)           | 89             |
| Canadian Albums (Billboard)           | 19             |
| Lithuanian Albums (AGATA)             | 41             |
| US Billboard 200                      | 6              |
| US Top R&B/Hip-Hop Albums (Billboard) | 3              |

### Gráficos de fin de año
| Gráfico (2022)                        | Posición |
| ------------------------------------- | -------- |
| US Billboard 200                      | 169      |
| US Top R&B/Hip-Hop Albums (Billboard) | 61       |